# Richard Denning
Richard Denning (* 27. März 1914 in Poughkeepsie, New York als Louis Albert Heindrich Denninger; † 11. Oktober 1998 in Escondido, Kalifornien) war ein US-amerikanischer Schauspieler.

## Leben und Karriere
Richard Denning kam aus einer deutschstämmigen Familie und absolvierte ab 1932 ein Wirtschaftsstudium am Woodbury Business College in Los Angeles, ursprünglich um die väterliche Kleiderfabrik zu übernehmen. Nachdem er den Talentwettbewerb einer Radiostation gewonnen hatte, erhielt Denning 1937 seine erste Filmrolle in der Matrosenkomödie Hold ’Em Navy. Es folgten zunächst nur kleinere Rollen, doch in den frühen 1940er-Jahren konnte sich der blonde, gutaussehende Darsteller als Hauptdarsteller von B-Movies etablieren. So hatte er etwa neben Dorothy Lamour die männliche Hauptrolle in Mabok, der Schrecken des Dschungels aus dem Jahr 1942, auch hatte er im selben Jahr eine Nebenrolle in dem bekannten Film noir Der gläserne Schlüssel. Er unterbrach seine Filmkarriere, um zwischen 1942 und 1945 im Zuge des Zweiten Weltkrieges in der United States Navy zu dienen.
In der Nachkriegszeit nahm Denning seine Filmkarriere wieder auf, blieb aber im Wesentlichen auf B-Movies beschränkt. In der Radio-Sitcom My Favorite Husband, die später zum Vorbild für die beliebte Fernsehserie I Love Lucy wurde, sprach Denning über mehrere Jahre den Ehemann von Lucille Balls Hauptfigur; in der Fernsehserie wurde dieser Part indes später von Balls echtem Ehemann Desi Arnaz übernommen. In den 1950er-Jahren hatte er größere Auftritte in mehreren Horror- und Science-Fiction-Filmen, die zumeist eher billig produziert waren. Der bekannteste Film von diesen ist Der Schrecken vom Amazonas aus dem Jahre 1954, der als Genreklassiker gelten kann. An der Seite von Deborah Kerr und Cary Grant übernahm er 1957 eine größere Nebenrolle in dem Liebesdrama Die große Liebe meines Lebens unter Regie von Leo McCarey.
Seine erste Fernseh-Hauptrolle übernahm Denning zwischen 1952 und 1954 in der Serie Mr. and Mrs. North an der Seite von Barbara Britton. Es folgten weitere Serien-Hauptrollen in The Flying Doctor (1959) und Ein Fall für Michael Shayne (1960–1961). In den 1960er-Jahren zog Denning von Hollywood nach Hawaii, wo er als Laienpfarrer für die protestantische Kirche tätig war. Aus dem Schauspielgeschäft hatte er sich eigentlich bereits halbwegs zurückgezogen, als er der Rolle zustimmte, die ihm dem deutschen Publikum am bekanntesten machte: In der Krimiserie Hawaii Fünf-Null verkörperte er zwischen 1968 und 1980 die Rolle des Gouverneurs Paul Jameson in insgesamt 78 Folgen. Danach zog er sich endgültig aus dem Schauspielgeschäft zurück und verbrachte seinen Lebensabend auf Hawaii. Insgesamt umfasst Dennings filmisches Schaffen zwischen 1937 und 1980 mehr als 110 Film- und Fernsehproduktionen.
Denning war seit 1942 mit der Schauspielerin Evelyn Ankers verheiratet, das Paar hatte eine Tochter namens Diana. Nachdem Ankers 1985 an Krebs gestorben war, heiratete Denning im folgenden Jahr Patricia Leffingwell. Die Ehe hielt bis Dennings Tod. Er starb 1998 im Alter von 84 Jahren an einem Lungenemphysem, als er Verwandte in Kalifornien besuchte. An Denning erinnert seit 1960 ein Stern auf dem Hollywood Walk of Fame in der Kategorie Fernsehen.

## Filmografie (Auswahl)
- 1937: Hold ’Em Navy
- 1937: Unter Mordverdacht (Night Club Scandal)
- 1937: Frisco-Express (Wells Fargo)
- 1938: Der Freibeuter von Louisiana (The Buccaneer)
- 1938: The Big Broadcast of 1938
- 1938: Du und ich (You and Me)
- 1938: Über die Grenze entkommen (The Texans)
- 1939: Überfall im Chinesenviertel (King of Chinatown)
- 1939: Union Pacific
- 1939: Geronimo, die Geißel der Prärie (Geronimo)
- 1940: Die scharlachroten Reiter (North West Mounted Police)
- 1941: Adam hatte vier Söhne (Adam Had Four Sons)
- 1942: Mabok, der Schrecken des Dschungels (Beyond the Blue Horizon)
- 1942: Der gläserne Schlüssel (The Glass Key)
- 1946: Black Beauty
- 1948: Insel des Grauens (Unknown Island)
- 1950: Entgleist (No Man of Her Own)
- 1951: Ein Wochenende mit Papa (Weekend With Father)
- 1952: Die Hölle von Okinawa (Okinawa)
- 1952: Der rote Engel (Scarlet Angel)
- 1952: Goldraub in Texas (Hangman’s Knot)
- 1952–1954: Mr. & Mrs. North (Fernsehserie, 50 Folgen)
- 1953: Das gläserne Netz (The Glass Web)
- 1954: Der Schrecken vom Amazonas (Creature from the Black Lagoon)
- 1954: Der Schatz der Jivaro (Jivaro)
- 1954: Target Earth
- 1955: Die Nacht gehört uns (The Magnificent Matador)
- 1955: Creature with the Atom Brain
- 1955: Die letzten Sieben (Day the World Ended)
- 1956: Cheyenne (Fernsehserie, Folge 1x07)
- 1956: Einer schoss schneller (The Oklahoma Woman)
- 1956: Kampf der Hyänen (Girls in Prison)
- 1957: Die große Liebe meines Lebens (An Affair to Remember)
- 1957: The Black Scorpion
- 1957: Immer Ärger mit den Frauen (The Lady Takes a Flyer)
- 1959: The Flying Doctor (Fernsehserie, 39 Folgen)
- 1960–1961: Ein Fall für Michael Shayne (Michael Shayne, Fernsehserie, 32 Folgen)
- 1963: Das Gift des Bösen (Twice-Told Tales)
- 1964–1965: Karen (Fernsehserie, 27 Folgen)
- 1966: Alice hinter den Spiegeln (Alice Through the Looking Glass, Fernsehfilm)
- 1968: Tennisschläger und Kanonen (I Spy, Fernsehserie, Folge 3x18)
- 1968–1980: Hawaii Fünf-Null (Hawaii Five-O, Fernsehserie, 50 Folgen)
- 1969: I Sailed to Tahiti with an All Girl Crew
- 1974: Ein Sheriff in New York (McCloud, Fernsehserie, Folge 4x03)
- 1980: The Asphalt Cowboy (Fernsehfilm)